# پائولو کاستلازی
پائولو کاستلازی (انگلیسی: Paolo Castellazzi؛ زادهٔ ۴ ژوئیهٔ ۱۹۸۷) بازیکن فوتبال اهل ایتالیا است.
از باشگاه‌هایی که در آن بازی کرده‌است می‌توان به باشگاه فوتبال سمپدوریا، باشگاه فوتبال ارورا پرو پاتریا ۱۹۱۹، باشگاه فوتبال اسپال، و باشگاه فوتبال ترنانا اشاره کرد.